# August Kapell

August Kapell

August Heinrich Karl Franz Kapell (* 21. März 1844 in Berlin; † 6. November 1922 in Hamburg) war ein deutscher Zimmermann, sozialdemokratischer Politiker, Gewerkschafter, Gastwirt und Bierbrauereibesitzer.

## Leben
August Kapell Sohn von Johann Carl Kapell und seiner Ehefrau Friederike Dorothea, geb. Greve, besuchte die Volksschule in Berlin und machte anschließend eine Ausbildung als Zimmermann. Als Unteroffizier nahm er am Deutschen Krieg von 1866 und dem Deutsch-Französischen Krieg von 1870/71 teil. Ab 1869 war er als Agitator zunächst für den Berliner Arbeiterbund, der vom ADAV beeinflusst wurde, in verschiedenen Orten tätig. Hier gehörte er zu den fanatischen Parteimitgliedern. In der Auseinandersetzung mit der feindlichen Konkurrenz, so z. B. gegen Carl Hirsch, nahm er auch den Antisemitismus zur Hilfe. Ab 1871 war er Angestellter beim Berliner Arbeiterbund und erhielt 30 Taler Gehalt. In Berlin war er Sitzredakteur des Neuen Sozial-Demokrat.
Am 13. März 1871 referierten Kapell, Gustav Lübkert und W. Rost auf einer Veranstaltung des Arbeitervereins über den Reichstag, die Todesstrafe, die Berliner Wohnungsnot und einen Wiener Schneiderstreik. Am 16. Juli 1871 sprach Kapell auf einer Veranstaltung des ADAV zur Kriegsfrage. Er schrieb 1872 ein populäres und agitatorisches Theaterstück gegen Max Hirsch, das unter dem Titel Dr. Max Hirschkuh, oder Das Amt des Heuchlers auch aufgeführt wurde. Kapells Haltung zur Gewerkschaftsfrage war teilweise widersprüchlich. Einerseits war er für die Beherrschung der Gewerkschaften durch den ADAV andererseits mit der Gründung des Deutschen Zimmermannvereins 1873 eine gegenüber dem ADAV selbstständigere Gewerkschaft gründete. August Kapell wurde 1874 von dem berüchtigten Staatsanwalt Hermann Tessendorf angeklagt zu Gewalttätigkeiten aufgerufen zu haben und er beantragte eine Strafe von einem Jahr. Der Gerichtshof erkannte neun Monate, das Kammergericht setzte schließlich drei Monate Gefängnis für Kapell fest.
Auf dem Vereinigungsparteitag zur Sozialistischen Arbeiterpartei (SAPD) vom 22. bis 27. Mai 1875 in Gotha war er als Delegierter für Bernburg, Nienstedt und Rostock gewählt und vertrat 115 Parteimitglieder. Nachdem das Berliner Kammergericht am 2. April 1876 die vorläufige Auflösung der SAPD verfügt hatte und am 24. Mai 1876 der Deutsche Zimmermannverein, der von Kapell geleitet wurde, aufgelöst worden war, ging Kapell nach Hamburg und setzte die Vereinstätigkeit als Deutsches Zimmerergewerk fort.
Als Delegierter auf dem Parteitag in Gotha vom 19. bis 23. August 1876 vertrat Kapell die Bremerhavener Genossen. Hier schrieb er für das Hamburg-Altonaer Volksblatt und die Gerichts-Zeitung. Tageblatt für Hamburg-Altona und Umgegend. Zusammen mit seinem Bruder Otto betrieben beide in Hamburg eine Gaststätte und eine kleine Bierbrauerei. Ab August 1877 gab er mit August Geib die gewerkschaftliche Zeitung Pionier heraus. Kapell vertrat den Reichstagswahlkreis Hamburg 5 - Bergedorf als Delegierter auf dem Parteitag vom 27. bis 29. Mai 1877 in Gotha, auf dem er ein Referat zum Thema Sozialismus und Kleinbürgertum hielt.
Am 24. bis 25. Februar 1878 fand eine Gewerkschaftskonferenz in Gotha statt, zu der Kapell eingeladen hatte und der 15 Gewerkschaften folgten. Da es zu keiner Einigung kam, sollte im Juni 1878 in Magdeburg oder, falls dort verboten, in Hamburg ein Statut und der gewerkschaftliche Zusammenschluss beschlossen werden. Dazu kam es nicht, weil Max Hödel ein Attentat auf Wilhelm I. am 11. Mai 1878 und Dr. Karl Nobiling am 2. Juni ein zweites Attentat gegen den Kaiser verübte. Am 9. November 1878 wurde die Gewerkschaftszeitung „Pionier“ verboten. Bei der Reichstagswahl 1878 war Kapell in der Stichwahl mit Robert Lucius im Wahlkreis Erfurt 4. Eugen Richter, so berichtet August Bebel, telegrafierte an seine Parteigenossen: „Lieber Lucius (konservativ) als Kapell (der Sozialdemokrat). Sein Haß gegen uns machte ihn gegen die selbstverständlichen Regeln der Wahltaktik blind.“ Robert Lucius wurde mit den Stimmen der Deutschen Fortschrittspartei für die Deutschkonservative Partei in den Reichstag gewählt.
In den Jahren 1876 bis 1878 war er als Autor und Disponent für die Hamburger Genossenschaftsdruckerei tätig. Nach dem Ende seines Reichstagsmandats war er Gastwirt oder Flaschenbierhändler in Hamburg. Infolge des Sozialistengesetzes wurden am 2. November 1880 aus Hamburg 75 Personen ausgewiesen, darunter der Reichstagsabgeordnete Georg Wilhelm Hartmann, August Kapell und sein Bruder Otto. Die Brüder Kapell gingen wie die meisten der Ausgewiesenen nach Harburg, dass damals zum Königreich Hannover gehörte, und wohnten bei Heinrich Braasch. Am 21. November 1881 kehrten die Brüder nach Hamburg zurück, da die Ausweisung aufgehoben wurde. Später wurde ihnen vorgeworfen, sie hätten sich aus Rücksicht auf ihre Geschäfte von der Sozialdemokratie abgewandt.
Politisch trat er nicht mehr in Erscheinung. Gemeinsam führte er mit seinem Bruder Otto in Hamburg eine Gastwirtschaft und einen Weißbierverlag. Ob August Kapell in den USA war, kann bisher nicht belegt werden.

## Im Reichstag
Bei der Reichstagswahl vom 10. Januar 1877 gewann August Kapell den Wahlkreis Regierungsbezirk Breslau 11-Reichenbach. Er war vom 22. Februar 1877 bis 11. Juni 1878 Mitglied des Reichstages. Auf der Sitzung vom 8. März 1877 stellte Kapell den Antrag auf Aufhebung eines schwebenden Strafverfahrens während der Reichstagssession für Wilhelm Liebknecht, der auch angenommen wurde. Am 12. März 1877 nahm er zur Neufassung der Gewerbeordnung Stellung und am 14. April 1877 setzte er sich für eine bessere Bezahlung und kürzere Arbeitszeit der Angestellten des Deutschen Reichstages ein. Am 9. April 1878 trat er gegen Max Hirsch auf und am 4. Mai 1878 wandte er sich gegen die Demagogie von Adolf Stoecker. Schließlich hielt er einen Redebeitrag am 6. Mai 1878 gegen die Unternehmer, die mit Hilfe von verschieden farbigen Schriftstücken bzw. Tinten versteckte Aussagen über die Arbeiter machen. So wurde z. B. Arbeitern, die an Streiks teilgenommen hatten, durch blaue Tinte oder Blätter gekennzeichnet und kein Arbeitgeber durfte diese Personen in den nächsten sechs Monaten einstellen, wenn er (der Arbeitgeber) nicht einer Geldstrafe unterliegen wollte.

## Werke
- Dr. Max Hirschkuh, oder Das Amt des Heuchlers. Charakterbild aus der Berliner Arbeiterbewegung in 2 Akten. Selbstverlag des Verfasser; Druck C. Ihring, Berlin 1872[21]
- An die Social-Demokraten Deutschlands. Druck: C. Ihring Nachf. (A. Berlin), Berlin 1875[22]
- Eingabe des Vorstands der Zentral-Kranken- und Sterbe-Unterstützungskasse der deutschen Zimmerer August Kapell an das preußische Ministerium des Innern vom 2. Januar 1878[23]

## Redebeiträge im Deutschen Reichstag
- Antrag, betreffend Sistirung eines Strafverfahrens S. 34
- Interpellation, Abänderung der Gewerbeordnung betreffend. S. 102–104 und Persönliche Bemerkung S. 109
- Reichshaushaltsetat, zweite Berathung, Reichstag, Remunerirung der Kanzleidiener und Boten S. 480
- Antrag Hirsch wegen Abänderung des Haftpflichtgesetzes. 847–850 und Persönliche Bemerkung S. 856
- Gesetzentwurf, betreffend die Abänderung der Gewerbeordnung, zweite Berathung: §§ 105, 105a (Sonntagsarbeit) S. 1045–1046
- Gesetzentwurf, betreffend die Abänderung der Gewerbeordnung, zweite Berathung:§ 112 (Arbeitsbücher, Dinte) S. 1077
- Gesetzentwurf, betreffend die Abänderung der Gewerbeordnung, zweite Berathung:§ 114 (Lohnzahlung) S. 1079

## Archivalien
Hamburger Staatsarchiv Bestand K Nr. 143/144 August und Otto Kapell